# Golești (Vrancea)
Goleşti è un comune della Romania di 4 072 abitanti, ubicato nel distretto di Vrancea, nella regione storica della Muntenia.